# Maart 2002
Dit artikel geeft een chronologisch overzicht van alle belangrijke gebeurtenissen per dag in de maand maart van het jaar 2002.

## Gebeurtenissen

### 2 maart
- De Belgische atleet Thibaut Duval verbetert in Wenen het Belgische record polsstokhoogspringen tot 5,70 m.

### 3 maart
- In een referendum besluit de Zwitserse bevolking dat het land lid moet worden van de Verenigde Naties. Waar in het vorige referendum in 1986 nog 75 procent tegen het VN-lidmaatschap was, stemde nu bijna 55 procent voor.
- De Sloveense atlete Jolanda Čeplak wint bij de Europese indoorkampioenschappen in Wenen de 800 m. Haar finishtijd van 1.55,82 is een verbetering van het wereldrecord.
- Elma de Vries (18) en Beorn Nijenhuis (17) winnen in het Italiaanse Collalbo de wereldtitels allroundschaatsen bij de junioren.

### 4 maart
- Negen personen worden gedood bij gewelddadigheden op verscheidene plaatsen in de Indiase deelstaat Gujarat. Daarmee komt het aantal slachtoffers van etnisch geweld tussen hindoes en moslims op 572.
- Het Gemenebest neemt geen maatregelen tegen de regering van Robert Mugabe in Zimbabwe, ondanks "diepe zorg over geweldsincidenten en intimidatie gedurende de verkiezingscampagne", aldus een verklaring uitgegeven in de Australische kustplaats Coolum.
- Het Kosovaarse parlement benoemt Ibrahim Rugova tot president.

### 5 maart
- Deutsche Telekom, het grootste telecombedrijf van Europa, rapporteert een nettoverlies van 3,5 miljard euro. Dat is vooral te wijten aan de overname van het Amerikaanse mobiele-belbedrijf VoiceStream.
- De voormalige Nuon-baas Tob Swelheim en het energiebedrijf zelf zijn niet langer verdachte in het onderzoek naar fraude bij voetbalclub Vitesse.

### 6 maart
- Voor het eerst wordt in Vlaardingen en in Best een raadplegend referendum gehouden voor het burgemeesterschap.
- Bij de gemeenteraadsverkiezingen halen de lokale partijen 580 van de 2513 te verdelen zetels. In Rotterdam wint Leefbaar Rotterdam onder leiding van Pim Fortuyn. Met 17 zetels wordt zij in één klap de grootste partij.
- Rechters van het Joegoslaviëtribunaal wijzen het verzoek van Slobodan Milošević af om hem voorlopig vrij te laten.
- De Turkse oud-premier Necmettin Erbakan wordt tot twee jaar en vier maanden gevangenisstraf veroordeeld. De rechtbank in Ankara acht bewezen dat de 75-jarige politicus staatsgelden heeft misbruikt voor eigen doelen en valse reçu's heeft uitgeschreven.

### 7 maart
- Peter van Gestel krijgt de Woutertje Pieterse Prijs 2002 voor het boek Winterijs. Aan de prijs voor het beste kinder- en jeugdboek zijn vijftienduizend euro en een oorkonde verbonden.
- De Zweedse regering kondigt de komst aan van een Astrid Lindgren Literatuurprijs.

### 8 maart
- In het uitgebrande Zainab-theater in Kabul vieren Afghaanse vrouwen hun eerste internationale vrouwendag sinds de omverwerping van het Taliban-regime.
- Het Openbaar Ministerie van de Nederlandse Antillen verricht huiszoekingen bij kopstukken van de politieke partij Frente Obrero (FOL).

### 9 maart
- Herbegrafenis van kardinaal Stefano Borgia (1731-1804) in de kathedraal van Velletri.
- Titelverdediger Nederland eindigt als derde bij het WK hockey in Kuala Lumpur door in de troostfinale met 2-1 te winnen van Zuid-Korea.

### 10 maart
- De Verenigde Staten trekken een derde van hun troepen terug uit het Afghaanse berggebied rond Gardez, waar zich de afgelopen week zware gevechten afspeelden met Al Qa'ida- en Taliban-strijders.
- Zo'n vijftien actievoerders dringen het safaripark Beekse Bergen binnen om te demonstreren tegen dierproeven met apen.
- Met een cheque van 14 duizend dollar, de beloning voor het winnen van de wereldbeker, neemt de Noor Ådne Søndrål afscheid van de schaatssport.

### 11 maart
- De 59-jarige John R. uit Uithoorn gijzelt het personeel in de Rembrandttoren in Amsterdam. De man protesteert tegen breedbeeldtelevisie en denkt dat de zwarte balken in breedbeelduitzendingen verborgen codes bevatten. Hij dacht dat hij personeel van Philips gijzelde, maar hij vergiste zich in de toren. Later die dag pleegde hij zelfmoord.
- Marlboro brengt als eerste sigarettenfabrikant de verplichten gezondheidswaarschuwingen op zijn verpakkingen. Voorbeelden van teksten zijn: "Rokers sterven jonger", "Roken veroorzaakt hart- en vaatziekten".

### 15 maart
- Europees en olympisch kampioen Jochem Uytdehaage is in Heerenveen al zijn concurrenten de baas en wint de wereldkampioenschappen Allround schaatsen. De Duitse Anni Friesinger wint het goud bij de dames.

### 17 maart
- Na een roerige en een gewelddadige verkiezingsstrijd wordt Robert Mugabe opnieuw beëdigd als president van Zimbabwe. Het Westen had liever zijn opponent Morgan Tsvangirai als president gezien en boycot de beëdiging.

### 19 maart
- De Amerikaanse militaire Operatie Anaconda eindigt in Afghanistan (begon op 2 maart), na circa vijfhonderd Taliban en al Qaida vechters te hebben gedood. Er waren elf gesneuvelden in de geallieerde troepen.

### 20 maart
- Ontslag van Luc Alfons De Hovre als hulpbisschop van Mechelen-Brussel (België).

### 25 maart
- Zware aardbeving in Afghanistan.
- Uitreiking van de Oscars 2002. De film A Beautiful Mind wordt gekozen tot beste film.

### 27 maart
- Het Nederlands voetbalelftal wint in de De Kuip met 1-0 van Spanje in een vriendschappelijk duel. Doelpuntenmaker voor Oranje is Frank de Boer.

### 31 maart
- Na een grote aardbeving in de Chinese plaats Taipei storten twee hijskranen van de 56ste verdieping van de Taipei 101 naar beneden. De aardbeving haalde 6,8 op de schaal van Richter. Vijf mensen komen om het leven.

## Overleden
← · januari · februari · maart · april · mei · juni · juli · augustus · september · oktober · november · december ·  →